# Невервинтер
Невервинтер (Neverwinter) — вымышленный город-государство в фэнтезийном сеттинге Forgotten Realms. Основан Лордом Халуетом Невером. Находится на северо-западном берегу одного из субконтинентов Фейруна.
Этот город стал местом действия первой графической MMORPG в мире, исходной Neverwinter Nights. В неё можно было играть через AOL в период с 1991 по 1997, разработчиками игры являлись Stormfront Studios. Через некоторое время права на название были приобретены BioWare, которая выпустила игру-бестселлер под тем же названием (Neverwinter Nights). Город также является основным местом действия игры Neverwinter Nights 2, продолжения игры BioWare, разработанного Obsidian Entertainment.

## Создание
Невервинтер был придуман Эдом Гринвудом в рамках создаваемой им сеттинг-кампании Forgotten Realms.
Шеннон Аппелклин, автор серии « Designers & Dragons», отмечает, что, хотя TSR заинтересовалась публикацией приключений в новом сеттинге в 1986 году, история «Forgotten Realms» на самом деле началась примерно двумя десятилетиями ранее. Молодой Эд Гринвуд был ярым читателем, увлекавшимся произведениями Пола Андерсона, Эдгара Райса Берроуза, Александра Дюма, Фрица Лейбера, Абрахама Мерритта, Уильяма Шекспира и других. «Где-то между 1966 и 1969 годами (источники рознятся) Гринвуд тоже попробовал свои силы в написании, написав первый рассказ о Королевствах. [...] Это была первая из многих историй о Мирте-Ростовщике. [...] В последующие годы Мирт путешествовал вверх и вниз по Побережью Мечей в рассказах Гринвуда, и так автор открыл Мирабар, Лускан, Невервинтер, Порт-Лласт, Вотердип и Врата Балдура. В течение года он нарисовал карту, показывающую эти места, по-настоящему превратив истории в мир. Так родились Королевства [т. е. Forgotten Realms]».

## Описание
Невервинтер насчитывает, по последним подсчётам, 23192 жителей. В более раннем руководстве The North — Guide to the Savage Frontier (1996) приводится цифра в 17000 жителей. Компьютерные игры Neverwinter Nights and Neverwinter Nights 2 получили название от имени этого города. События игры Neverwinter Nights, по сюжету которой многие жители города погибли в результате чумы и войны, не являются каноническими. Также известен как Город Умелых Рук и Жемчужина Севера. От него же происходит и фраза «клянусь часами Невервинтера», отсылка к точности городских часов. Путешественник-эрудит по имени Воло, равно как и многие другие, называет Невервинтер наиболее космополитичным и цивилизованным городом всего Фейруна. Учитывая величину и густонаселенность континента, это действительно хорошая репутация. Невервинтер культурно развитый, но не высокомерный, шумный, но не алчный, очаровательный, но не причудливый город. Его жители, как правило, грамотны, спокойны, воспитаны, умелы и трудолюбивы: для них во всех делах главное — точность и пунктуальность. Они уважают не только собственность других, но и все их интересы и то, что нужно окружающим для счастья.
Город был назван так (название «Невервинтер» образовано от англ. слов «never» — «никогда» и «winter» — «зима») из-за никогда не замерзающей реки Невервинтер, на которой стоит город, хотя расположен он на холодном севере. Происходит это по вине огненных элементалей, живущих под горой Хоутенау в Невервинтерском лесу. Жар, исходящий от реки, поддерживает постоянную тёплую температуру в окрестностях. Без элементалей река замёрзнет, и, соответственно, источник воды города иссякнет.
По другой легенде, город получил название, когда лорда Хэлуета Невера, основателя города, преследовали до побережья орки. Добравшись до места, где ныне стоит Невервинтер, Хэлует решил, что это будет то место, где он примет последний бой. В ожидании неминуемой смерти он дал ему название Зима Невера (англ. «Never’s Winter»), но благодаря своевременному прибытию союзников ему удалось уцелеть, и тогда он основал город Зима Невера, который впоследствии стали сокращённо называть Невервинтер. Как утверждают легенды местных таверн, ныне тело великого лорда Хаулета Невера, основателя города, покоится на каменной плите в Замке Невер, окружённое положенными острием наружу обнажёнными мечами. Заколдованные клинки нападут на каждого, кто не выполнит инструкций, изложенных в зашифрованных строках на каменных плитах.
В дополнение к своему необычно тёплому климату, Невервинтер — очень красивый город. Особенно прекрасны его умело возведённые элегантные мосты: Дельфин, Крылатый Виверн и Спящий Дракон. Каждый мост замысловато вырезан для придания ему сходства с существом, в честь которого он назван. Под ними воды Невервинтера образуют красивые маленькие водопады. Крылатый Виверн легко узнаваем по своим распростёртым крыльям, выступающим в качестве жерди для чаек и других птиц в тёплые месяцы, а также в качестве места для погружения в воду для смелой молодёжи. Замечательные сады Невервинтера обеспечивают тёплые зимы красками, а осенью приносят урожай свежих фруктов. Город хорошо известен изделиями своих мастеров-ремесленников: ламп из многоцветного стекла, точных водяных часов и изящных драгоценностей. Ну и, самое главное, Невервинтер также известен своими элегантными и стильными строениями. Многие из них знамениты сами по себе, например, Дом Знаний — многооконный храм Огмы. Дополнительного упоминания стоят таверны, такие как знаменитая «Маска из Лунного Камня», «Разрушенная башня» и «Утонувшая Фляга».
Извилистые улицы делают невозможным быстрое путешествие по городу и таят в себе серьёзную опасность для приезжих потеряться всякий раз, когда они рискуют выбраться из своих домов, особенно ночью. В теплые летние ночи празднования на улицах являются обычным делом, в обратном случае переулки, к счастью, пустуют.
В Невервинтере представлены храмы Хельма, Тира и Огмы: Твердыня Хелма (Helm’s Hold), Палаты Правосудия (Hall of Justice) и Дом Знаний (Halls of Inspiration). После восстановления города после Воющей Смерти и победы во Второй Войне Теней в городе неподалёку от замка Невер был отстроен храм Вокин (Waukeen).
Сейчас Невервинтером правит лорд Нашер, стареющий ветеран, преданный последователь бога Тира. Его всегда сопровождает группа личных телохранителей, известная как Девятка Невервинтера. Город занимает высокое положение в Альянсе Лордов. Лорд Нашер обеспечивает город должной защитой — как физической, так и магической. Главной внешней угрозой Невервинтеру является его воинственный сосед, город Лускан. Карты города, улицы которого образуют сложный лабиринт, недоступны обычным людям, чтобы затруднить работу лусканским шпионам. В Невервинтере живёт много Арфистов, а также несколько известных мастеров-гномов. Многие добрые маги также сделали город своим домом; в их числе Многозвездная Плащаница — группа волшебников, поддерживающая трон лорда Нашера своей магией. Некоторые говорят, что реальная власть в городе находится в их руках. Плащаница также производит взрывчатые снаряды для городского ополчения.
Невервинтер контролирует немалую часть торговли продуктами горного промысла дварфов и гномов, которые попадают на поверхность из Подземья скрытыми путями, ведущими в несколько складов в городе. Хорошо развито рыболовство, как морское, так и береговое. Тёплые воды вокруг города богаты и моллюсками, и плавниковыми рыбами. В Невервинтере хорошо развита торговля древесиной из Леса Невервинтер. Ключ к выживанию Невервинтера всё же заключается в его важности как центра ремесленного дела, обучения и магических изобретений. В условиях непривычных разнообразия и терпимости в городе царит уважение к миру, закону и порядку. Это, судя по всему, и даёт художникам и мастерам возможность сосредоточиться на своей работе.

## История
Невервинтер был основан в 87 DR иллусканцами как Эйггерстор. Невервинтер — чондатанский перевод его иллусканского названия.
306 DR — Год Клыкастой Орды (Year of the Fanged Horde). Королевство Гриммантл на землях Млембрин пало под натиском орочьей орды Тысячи Клыков, которая затем обрушилась на Иллуск и Невервинтер. Орда в конечном счёте была остановлена и рассеяна наёмной армией во главе с Граутом Мхараббатом, «Рыцарем Множества Битв».
457 DR — Год Развернутого Флага (Year of the Unfurled Flag). Маги Аганаззар, Илиикур, Преспер и Гримвалд основывают в Невервинтере Школу волшебства и начинают брать учеников со всего Фейруна.
611 DR — Год Нормиир (Year of the Normiir). Буйствующие орки Вечноорды срываются с Хребта Мира, охватывая Север войной. Иллуск и Иарлит лежат в руинах, но Ведущая Башня Тайных Знаний выстояла. Невервинтер переживает нападение благодаря помощи Паларандаска Солнечного Дракона.
1081 DR — Год Губительной Безделушки (Year of the Disastrous Bauble). Один из Четырёх Основателей Соглашения (некогда существовавший союз магов, созданный для продвижения мира среди человеческих королевств Севера и подготовки их к будущим конфликтам с орками) погибает, когда Красные Волшебники Тэя убивают Аганаззара во время своего нападения на Школу Волшебства в Невервинтере. К концу года эти две группы заняты титанической войной волшебников.
1302 DR — Год Сломанного Шлема (Year of the Broken Helm) — Иллуск отбит и восстановлен при поддержке Невервинтера, затем переименован в Лускан. Дуэргары под Иллуском отступают в Подземье.
Много лет назад силы Невервинтера были вовлечены в битву с Королём Теней. Никто из тех, кто был послан на битву, не пережил её, хотя гарнизон Форта Локк пережил эту атаку.
В 1372 DR город стал жертвой чумы, получившей название Воющая Смерть, болезни, сопротивлявшейся магическому лечению и лишившей жизни большую часть населения города. Лекарство было в конце концов найдено, но потери были к тому времени катастрофическими.
Вскоре было обнаружено, что Воющая Смерть была просто предвестником войны между Невервинтером и Лусканом. Хотя спонсировала войну саррукхская Королева Мораг, а не Главная Башня Колдовства, война (закончившаяся тупиком благодаря отважному искателю приключений, известному лишь как Герой Невервинтера) испортила отношения между двумя городами ещё больше.
Несмотря на это, шаткое перемирие между Невервинтером и Лусканом было восстановлено, пока внезапно появившийся маг Главной Башни Колдовства по имени Гариус не попытался поднять армию нежити, чтобы завоевать Невервинтер, якобы во имя Короля Теней. Но и в этот раз нашёлся искатель приключений, который положил конец планам Чёрного Гариуса и победил Короля Теней снова и навсегда.
К сожалению, конфликт, известный как Вторая Война Теней, сильно подорвал экономику Севера Побережья Мечей в окрестностях Невервинтера, и его безопасность была поставлена под вопрос из-за смерти большого числа Серых Плащей в ходе войны. Это предоставило отличную возможность предприимчивому самарахскому торговому дому, возглавляемому женщиной по имени Са’Сани. Под её руководством, и при поддержке группы искателей приключений, экономика окрестностей Невервинтера была восстановлена к 1374 DR.

## Армия
Невервинтер содержит постоянную армию из 400 лучников и копейщиков. Их работа состоит в защите городских стен и пристани и патрулировании Высокой Дороги от Порт Лласта до Лейлона в 100 милях к югу от города. В мирное время 60 солдат из этого гарнизона служат в качестве городской стражи, 60 находятся на отдыхе и выздоровлении и 60 заняты переподготовкой. Если для городских стен появляется угроза в виде орков или Лускана, защитники города обрушивают из катапульт настоящий град из взрывающихся снарядов на атакующих. И снаряды, и специально сконструированные катапульты были разработаны лучшими умельцами города. В безвыходном положении лорд Нашер может призвать магов гильдии Многозвездные Плащаницы.
Как и все прочие в Невервинтере, солдаты армии эффективны, спокойны и стараются, чтобы их работа была выполнена надлежащим образом. Они вооружены копьями, длинными мечами, длинными луками, спрятанными в сапоги кинжалами и ручными арбалетами. Городская стража имеет гарнизоны у северо-восточных и юго-восточных ворот.

## Районы Города
Деление на районы не является каноническим, оно было введено в компьютерной игре Neverwinter Nights и затем вновь использовано в сиквеле. В рамках сеттинга настольных игр деление на районы отсутствует: многие географические объекты и здания, появлявшиеся в играх, имеют свои прототипы и в мире Забытых Королевств, но они не приписаны к каким бы то ни было районам. Однако в своих компьютерных воплощениях город Невервинтер разделён на пять разных районов. Жители этих районов сильно отличаются по социальному положению и статусу, богатству, достатку, населённости и уровню преступности.
В игре Neverwinter Nights 2 преемственность в отношении деления на районы была нарушена, возможно, поскольку большая часть города была разрушена во время войны или чумы и вновь отстроена после. В сиквеле только 3 района доступны игроку: Район Чёрного Озера, который был отстроен на территории вблизи Замка Невер, Портовый Район, не претерпевшем сильных изменений, и Торговый Район, который может являться остатками Центра Города. Если же не это является основной причиной, то игрок просто не имеет доступа к тем районам, которых нет в сиквеле.

### Центр Города (City Core)
Центр города — это район, откуда управляется и контролируется большая часть Невервинтера. В центре располагается замок Невервинтера, откуда лорд Нашер контролирует жизнь города. Дом Правосудия, храм Тира, также расположен в этом районе. Здесь находится и «Лунная Маска», управляемая Офалой Челдарстоун; в её задних комнатах, как говорят, есть публичный дом, куда можно получить доступ за соответствующую плату. Посреди района стоит Башня Плаща (Cloaktower), место для встреч магов и колдунов. 
Таким образом, центр города является оживлённым районом, населённым преимущественно жителями среднего класса и несколькими купцами. 
Среди известных мест примечательны:
- дворец лорда Нашера
- храм Тира
- таверна/публичный дом «Маска Лунного Камня»
- гильдия магов «Мантия в звёздах»
- торговцы
- ярмарка мечей (наёмники)
- великое Древо

### Гнездо Нищих (Beggar’s Nest)
Гнездо Нищих — это район бедняков, где живёт и работает большинство малоимущих жителей. Этот район состоит из узких улочек и трущоб;
он самый густонаселённый в городе. Южнее расположено большое кладбище, и в этом районе зафиксировано несколько случаев нападений нежити. Здесь покоятся умершие от чумы жители города.
- склад
- городское кладбище
- Академия (отделена от района стеной с часовыми)
- храм Хелма
- ремонтная мастерская телег и повозок
- таверна
- пекарня

### Район Чёрного Озера (Blacklake District)
Район Чёрного Озера — это район дворян и высших слоёв населения. Кое-кто из знати — явные параноики или снобы, и известны несколько случаев, когда жители Чёрного озера отгораживались от конфликтов в центре района или других местах (создавая обнесённые заборами участки). Почти все дома богаты и процветают, и весь район в целом достаточно богат. Сквозь него протекают маленькие речки и декоративные ручейки. В Районе Чёрного Озера также расположен невервинтерский зоопарк, где не слишком хорошо обращаются с животными, что иногда приводит к конфликтам. По слухам, в большой крепости-особняке в районе Чёрного озера под защитой нескольких охранников живёт Мелданен, эльф-колдун.
- зоопарк
- таверна и бойцовский клуб «Перчатка»
- поместье волшебника Мелладена
- поместья аристократов

### Портовый Район (Docks)
Портовый район — место, где самый высокий уровень преступности. Он, фактически, управляется криминальными авторитетами и головорезами, там процветает чёрный рынок и часты нелегальные аукционы. Западнее расположен главный порт, многие товары легко перевозятся контрабандой, в основном потому, что авторитеты не в состоянии уследить сразу за всем. В этом районе расположены таверна «Золотое яблоко» и местная оружейная лавка «Двадцать в колчане».
- таверна Сиди
- таверна «Золотое яблоко»
- торговая компания «Серебряные паруса»
- акведук

### Полуостров (Peninsula)
Полуостров — малонаселённый район, почти полностью окружённый водой. Из-за такого расположения здесь была построена тюрьма,
в целом надёжная, но помнящая несколько побегов и восстаний заключённых. Тюрьма разделена на 3 уровня; «обычную» тюрьму на верхнем уровне; буферную зону между верхним уровнем и «Ямой», и саму «Яму» — хорошо охраняемую темницу для самых опасных преступников.
- городская тюрьма
- канализация
- оплот городской стражи
- торговцы